# Wolf 437
Wolf 437 eller Gliese 486, är en ensam stjärna i norra delen av stjärnbilden Jungfrun. Den har en skenbar magnitud av ca 11,39 och kräver ett teleskop för att kunna observeras. Baserat på parallaxmätning inom Hipparcosuppdraget enligt Gaia Data Release 3 på ca 123,8 mas, beräknas den befinna sig på ett avstånd på ca 26,4 ljusår (ca 8,1 parsek) från solen. Den rör sig bort från solen med en heliocentrisk radialhastighet på ca 19 km/s.

## Egenskaper
Wolf 437 är en röd dvärgstjärna i huvudserien av spektralklass M3.5 V. Den har en massa som är ca 0,323 solmassa, en radie som är ca 0,33 solradie och har en utstrålning av energi från dess fotosfär av 0,012 gånger solens vid en effektiv temperatur av ca 3 300 K.
Wolf 437 misstänks vara en flarestjärna även om mätningar som var tillgängliga 2019 inte avslöjade några fläckar. Stjärnans kemiska sammansättning är speciell och överensstämmer med solens mängder eller är något metallfattig. Stjärnan har ett omärkligt magnetfält i kromosfären på cirka 1,6 kilogauss. Den roterar mycket långsamt och är sannolikt mycket gammal och tillhör kinematiskt Vintergatans gamla tunna skiva.. 

## Planetsystem
År 2021 upptäcktes en exoplanet, kallad Gliese 486 b , i en snäv, cirkulär bana. Den representerar en sällsynt klass av stenplanet som är lämplig för spektroskopisk karakterisering inom en snar framtid av James Webb Space Telescope.
I augusti 2022 infördes planeten bland de 20 planeter som skulle namnges av det tredje NameExoWorlds-projektet.
| Planet | Massa         | Halv storaxel (AE)       | Siderisk omloppstid (d)     | Excentricitet | Inklination | Radie            |
| ------ | ------------- | ------------------------ | --------------------------- | ------------- | ----------- | ---------------- |
| b      | 2,82 ± 0,11M🜨 | 0,01734 +0,00026−0,00027 | 1,467119 +0,000031−0,000030 | <0,05         | 88,4 ± 1,1° | 1,305 ± 0,063 R🜨 |